# Обрист, Иоганн Георг
Иоганн Георг Обрист (нем. Johann Georg Obrist; 26 мая 1843, Енбах, Тироль — 18 апреля 1901, Инсбрук) — австрийский литературовед, переводчик и поэт.

## Биография
Иоганн Георг Обрист родился в семье зажиточного мельника — брата австрийского писателя Ганса Обриста (1798—1882). Учился в начальной школе в Енбахе, а затем — в инсбрукской гимназии, где учитель Адольф Пихлер заметил способности Иоганна Георга к литературе и способствовал их развитию. Получив среднее образование, Обрист штудировал германистику и классическую филологию в Инсбрукском университете. Был членом (как впоследствии и его сын Вальтер) студенческого демократического корпуса «Ретия».
Проучившись шесть семестров, Обрист в июне 1866 года добровольно пошёл служить стрелком в Академическом легион, принимавший участие в битве за Венецию в австро-прусско-итальянской войне. Университетский курс Обрист так и не закончил. Вернувшись с войны, он основал еженедельник «Сельская липа» / Dorflinde (выходил недолго), в котором опубликовал многочисленные стихи и рассказы.
В 1868-м Обрист приехал в Черновцы, где пять лет работал суплентом (младшим преподавателем) в греко-католическом реальном училище. Там же познакомился с Карлом Эмилем Францозом, который тогда изучал юриспруденцию в Вене, но регулярно навещал Черновцы. Вместе с Гансом фон Финтлером они лелеяли литературные планы, в частности дальнейшее издание альманаха «Книжные страницы. Ежегодник стараний в области немецкоязычной литературы на Буковине» (нем. Buchenblätter. Jahrbuch fur deutsche Literaturbestrebungen in der Bukowina). Его в 1864-м основал Вильгельм Капиллери, с 1870-го издавал Францоз, а с 1871-го — Обрист, который печатал в этом издании также произведения на буковинские мотивы («У Прута» / Am Pruth). Свой первый поэтический сборник «Георгины» (нем. Georginen) он посвятил учителю — Пихлеру. В этой книге были также перепевы с восточнославянских поэтов — в том числе Пушкина и Воробкевича.
Обрист успел выпустить три номера «Книжных страниц». В 1873-м его перевели преподавать в гимназию, что в Траутенау (ныне Трутнов, Чехия). В 1875 году он переселился в Инсбрук и работал в тамошней университетской библиотеке вплоть до выхода на пенсию в 1897-м. Он также редактировал журналы «Богемия» (нем. Bohemia), «Вестник Тироля и Форарльберга» (нем. Bote für Tirol und Vorarlberg), «Инсбрукские новости» (нем. Innsbrucker Nachrichten), сотрудничал с изданиями «Летучие листки» (нем. Fliegende Blätter), «Альбом литературного союза в Нюрнберге» (нем. Album des literarischen Vereins Nurnberg), «Сад франкфуртских поэтов» (нем. Frankfurter Dichtergarten) и другими.
Обрист известен как полиглот, владевший восемью языками. Переводил с русского (Пушкин, Тургенев), польского (Залесский), шведского (Тегнер), итальянского (Леопарди, Кардуччи, Адольфо Росси) и украинского (Воробкевич, Шевченко).
Последние годы писателя были омрачены несогласием с местным духовенством, которое видело в нём опасного диссидента, кто своей деятельностью подрывает основы католической веры. Эти конфликты стоили ему здоровья и привели к ранней смерти. Обриста похоронили на Госпитальном кладбище в Инсбруке. Творчество этого писателя находится в городских архивах Инсбрука и дожидается своих исследователей.

## Источник
- Библиография Иоганна Георга Обриста // Немецкая национальная библиотека